# Far East Cup w biegach narciarskich 2022/2023
Far East Cup w biegach narciarskich 2022/2023 – kolejna edycja tego cyklu zawodów. Rywalizacja rozpoczęła się 17 grudnia 2022 r. w południowokoreańskim ośrodku narciarskim Alpensia Resort, a zakończyła 4 marca 2023 r. w japońskim Sapporo.
W poprzednim sezonie tego cyklu najlepszą wśród kobiet była reprezentantka Korei Południowej Lee Eui-jin, natomiast wśród mężczyzn Japończyk Takanori Ebina.
Tegorocznymi zdobywcami pucharu zostali reprezentanci Japonii: wśród kobiet Chika Kobayashi, natomiast wśród mężczyzn Takahiro Suzuki.

## Kalendarz i wyniki

### Kobiety
| Lp. | Data            | Miejscowość     | Dystans                       | 1. miejsce      | 2. miejsce      | 3. miejsce      |
| --- | --------------- | --------------- | ----------------------------- | --------------- | --------------- | --------------- |
| 1.  | 17 grudnia 2022 | Alpensia Resort | 5 km s. klasycznym            | Chika Kobayashi | Harune Kamakura | Lee Eui-jin     |
| 2.  | 18 grudnia 2022 | Alpensia Resort | 5 km s. dowolnym              | Chika Kobayashi | Lee Chae-won    | Harune Kamakura |
|     | 26 grudnia 2022 | Otoineppu       | 5 km s. klasycznym            | Odwołano        | Odwołano        | Odwołano        |
|     | 27 grudnia 2022 | Otoineppu       | 5 km s. dowolnym              | Odwołano        | Odwołano        | Odwołano        |
| 3.  | 7 stycznia 2023 | Sapporo         | 5 km s. klasycznym            | Masae Tsuchiya  | Rin Sobue       | Miki Kodama     |
| 4.  | 8 stycznia 2023 | Sapporo         | 10 km s. dowolnym             | Masae Tsuchiya  | Chika Kobayashi | Rin Sobue       |
| 5.  | 9 stycznia 2023 | Sapporo         | Sprint s. dowolnym (1.5 km)   | Chika Kobayashi | Masae Tsuchiya  | Yuka Yamazaki   |
| 6.  | 3 lutego 2023   | Alpensia Resort | 5 km s. klasycznym            | Lee Eui-jin     | Lee Chae-won    | Han Da-som      |
| 7.  | 4 lutego 2023   | Alpensia Resort | 5 km s. dowolnym              | Lee Eui-jin     | Han Da-som      | Lee Chae-won    |
| 8.  | 11 lutego 2023  | Shiramine       | 10 km s. dowolnym             | Chika Kobayashi | Yuka Watanabe   | Harune Kamakura |
| 9.  | 12 lutego 2023  | Shiramine       | Sprint s. klasycznym (1.5 km) | Yuka Watanabe   | Kaho Nakajima   | Kozue Takizawa  |
| 10. | 3 marca 2023    | Sapporo         | 5 km s. klasycznym            | Chika Kobayashi | Yuka Watanabe   | Shiori Yokohama |
| 11. | 4 marca 2023    | Sapporo         | 10 km s. dowolnym             | Chika Kobayashi | Shiori Yokohama | Yuka Watanabe   |

### Mężczyźni
| Lp. | Data            | Miejscowość     | Dystans                       | 1. miejsce       | 2. miejsce      | 3. miejsce                     |
| --- | --------------- | --------------- | ----------------------------- | ---------------- | --------------- | ------------------------------ |
| 1.  | 17 grudnia 2022 | Alpensia Resort | 10 km s. klasycznym           | Chikara Ozeki    | Yoshiki Hoshino | Shunsuke Koike Takahiro Suzuki |
| 2.  | 18 grudnia 2022 | Alpensia Resort | 10 km s. dowolnym             | Takahiro Suzuki  | Kosei Kobayashi | Daito Yamazaki                 |
|     | 26 grudnia 2022 | Otoineppu       | 10 km s. klasycznym           | Odwołano         | Odwołano        | Odwołano                       |
|     | 27 grudnia 2022 | Otoineppu       | 10 km s. dowolnym             | Odwołano         | Odwołano        | Odwołano                       |
| 3.  | 7 stycznia 2023 | Sapporo         | 10 km s. klasycznym           | Ryo Hirose       | Takanori Ebina  | Hyuga Otaki                    |
| 4.  | 8 stycznia 2023 | Sapporo         | 10 km s. dowolnym             | Haruki Yamashita | Takatsugu Uda   | Masaharu Yamamoto              |
| 5.  | 9 stycznia 2023 | Sapporo         | Sprint s. dowolnym (1.5 km)   | Haruki Yamashita | Tomoki Sato     | Shohei Kodama                  |
| 6.  | 3 lutego 2023   | Alpensia Resort | 10 km s. klasycznym           | Chikara Ozeki    | Lee Jin-bok     | Byun Ji-yeong                  |
| 7.  | 4 lutego 2023   | Alpensia Resort | 10 km s. dowolnym             | Takahiro Suzuki  | Lee Jin-bok     | Chikara Ozeki                  |
| 8.  | 11 lutego 2023  | Shiramine       | 15 km s. dowolnym             | Masato Tanaka    | Yuito Habuki    | Haruki Yamashita               |
| 9.  | 12 lutego 2023  | Shiramine       | Sprint s. klasycznym (1.5 km) | Shota Moriguchi  | Hyuga Otaki     | Chikara Ozeki                  |
| 10. | 3 marca 2023    | Sapporo         | 10 km s. klasycznym           | Hyuga Otaki      | Ikuya Takizawa  | Satoshi Kikuchi                |
| 11. | 4 marca 2023    | Sapporo         | 15 km s. dowolnym             | Masato Tanaka    | Tomoki Sato     | Takahiro Suzuki                |

## Klasyfikacje
| Lp. | Zawodniczka     | Punkty |
| --- | --------------- | ------ |
| 1.  | Chika Kobayashi | 845    |
| 2.  | Yuka Watanabe   | 630    |
| 3.  | Harune Kamakura | 564    |
| 4.  | Riho Netsu      | 423    |
| 5.  | Hikari Miyazaki | 392    |
| 6.  | Sayaka Yamaishi | 386    |
| 7.  | Lee Eui-jin     | 375    |
| 7.  | Rinka Azegami   | 375    |
| 9.  | Lee Chae-won    | 365    |
| 10. | Chie Yoshikawa  | 356    |

| Lp. | Zawodnik         | Punkty |
| --- | ---------------- | ------ |
| 1.  | Takahiro Suzuki  | 839    |
| 2.  | Chikara Ozeki    | 710    |
| 3.  | Hyuga Otaki      | 579    |
| 4.  | Tomoki Sato      | 543    |
| 5.  | Masato Tanaka    | 464    |
| 6.  | Kentaro Ishikawa | 461    |
| 7.  | Shota Moriguchi  | 372    |
| 8.  | Keigo Nagaya     | 366    |
| 9.  | Atomu Matsumura  | 355    |
| 10. | Yuito Habuki     | 352    |